# 2015年南山人壽罷工事件
2015年南山人壽罷工事件，是於2015年南山人壽工會發動的罷工事件，也是台灣第一起壽險業罷工事件。
2015年11月28日，南山人壽工會完成罷工投票，在全體會員數5,516名中，共有4,167票同意行使罷工。
12月9日，工會開始發動罷工，先罷工三天，再視公司回應決定下一步，現場聚集約600名南山工會成員及其家屬。。
工會認為，自從2011年潤成投資控股入主南山人壽後，數度片面更改勞動條件，侵害勞工權益，並違反「有盈餘應至少提撥1%作為員工分紅」的公司章程。
工會要求內勤人員加薪新台幣1萬元、年終獎金加發1個月、禁用派遣工、裁員前要通知工會；外勤人員回復2013年7月前之區經理考核標準、佣金增加20%、年終獎金上限從現有的11%提高到15%。
12月21日，工會再發動台北、中壢、台中、台南及高雄等5地分公司同時罷工。